# Paramilitarismo na Colômbia
Os grupos paramilitares de direita na Colômbia são os responsáveis pela maior parte das violações de direitos humanos na última metade do conflito armado colombiano em curso. De acordo com vários grupos de direitos humanos internacionais e organizações não-governamentais, os grupos paramilitares de direita têm sido responsáveis por pelo menos 70 a 80% dos assassinatos políticos na Colômbia por ano, com o restante cometidos por guerrilheiros de esquerda e forças do governo. Os grupos paramilitares controlam a grande maioria do narcotráfico de cocaína e de outras substâncias em conjunto com os principais cartéis de drogas colombianos, principalmente em termos de atividades de tráfico e de processamento. Os primeiros grupos paramilitares foram organizados pelos militares colombianos seguindo as recomendações feitas por conselheiros militares de contrainsurgência estadunidenses que foram enviados para a Colômbia durante a Guerra Fria para combater militantes políticos de esquerda e grupos guerrilheiros armados. O desenvolvimento dos grupos paramilitares posteriores também envolveu latifundiários da elite, traficantes de drogas, os membros das forças de segurança, políticos e corporações multinacionais. A violência paramilitar, hoje, é principalmente direcionada aos camponeses, sindicalistas, indígenas, ativistas de direitos humanos, professores e ativistas políticos de esquerda ou seus apoiadores. Os paramilitares alegam estar agindo em oposição à guerrilha revolucionária marxista-leninistas e os seus aliados entre a população civil.
Na gênese e desenvolvimento histórico dos grupos paramilitares estiveram envolvidos agentes do Estado, como policiais e militares, bem como políticos e outros setores da sociedade. Tal participação resultaria no escândalo judicial e político que foi chamado Parapolítica, na primeira década do século XXI.

## Violações dos direitos humanos
Os grupos paramilitares de direita são responsabilizados pela grande maioria das violações de direitos humanos na Colômbia. As Nações Unidas estimam que cerca de 80% de todas as mortes no conflito civil da Colômbia foram cometidas pelos paramilitares, 12% por guerrilheiros de esquerda, e os 8% restantes pelas forças do governo, em 2005. A Anistia Internacional afirmou que a grande maioria dos assassinatos de não combatentes por motivos políticos, "desaparecimentos", e casos de tortura foram realizados pelos paramilitares apoiados pelo Exército. Em seu relatório de 1999, a Human Rights Watch citou estimativas de organizações de direitos humanos colombianas CINEP e Justiça e Paz, que indicam que os grupos paramilitares foram responsáveis por cerca de 73% dos assassinatos políticos identificados durante o primeiro semestre de 1998, com a guerrilha e as forças de segurança do Estado sendo responsabilizados por 17 e 10 por cento, respectivamente. A Comissão Colombiana de Juristas informou que, no ano 2000, aproximadamente 85% dos assassinatos políticos foram cometidos pelos paramilitares e forças do Estado.

"[A AUC] mutila corpos com motosserras. Eles acorrentam pessoas a veículos em chamas. Eles decapitam e rolam cabeças como bolas de futebol. Matam dezenas de uma só vez, incluindo mulheres e crianças. Enterraram pessoas vivas ou penduraram-as em ganchos de açougue, esculpindo-as ... as vítimas ... são civis acusados de apoiar a guerrilha pelo fornecimento alimentos, suprimentos médicos ou transporte ".

Robin Kirk, investigador da Human Rights Watch na Colômbia
A violência paramilitar é esmagadoramente direcionada aos camponeses, sindicalistas, professores, ativistas de direitos humanos, jornalistas e ativistas políticos de esquerda.
Os abusos dos paramilitares na Colômbia são frequentemente classificados como atrocidades, devido à brutalidade dos seus métodos, incluindo tortura, estupro, incineração, decapitação e mutilação com motosserras ou facões de dezenas de suas vítimas no momento, afetando civis, mulheres e crianças
As forças paramilitares na Colômbia são ainda acusadas de recrutamento ilegal de crianças para as fileiras armadas. Embora este seja um crime punível pela legislação nacional, a proporção de acusações por esses crimes é inferior a 2% a partir de 2008.
Muitos desses abusos ocorreram com o conhecimento e apoio das forças de segurança colombianas.
Um relatório dos direitos humanos de 1999 do Departamento de Estado dos Estados Unidos afirmou:

Por vezes, as forças de segurança colaboraram com grupos paramilitares que cometeram abusos; em alguns casos, membros individuais das forças de segurança colaboraram ativamente com membros de grupos paramilitares, passando-os através de barreiras, compartilhando inteligência, e proporcionando-lhes munição. As forças paramilitares encontram uma base de apoio pronta dentro das forças armadas e da polícia, bem como nas elites civis locais em muitas áreas.
Em 2006, a Anistia Internacional informou que:

As forças de segurança tentaram melhorar a imagem de seus direitos humanos, permitindo que seus aliados paramilitares cometam violações dos direitos humanos e, em seguida, negando que os paramilitares estão operando com o seu consentimento, apoio ou coordenação, às vezes direta.

### Deslocamento forçado
Mais de 3 milhões de pessoas de uma população colombiana de aproximadamente 40 milhões de pessoas foram deslocadas internamente desde 1985, tornando-se o país com a segunda maior população deslocada internamente no mundo, depois do Sudão. Mais de 1 milhão de pessoas foram deslocadas depois que o presidente Álvaro Uribe assumiu o cargo em 2002, com mais de 300.000 deslocados somente em 2005.
Os grupos paramilitares foram responsáveis pela maior parte dos deslocamentos. Nos anos de 2000 e 2001, os paramilitares foram acusados de 48 e 53 por cento dos deslocamentos forçados, respectivamente. O deslocamento não é apenas um efeito secundário do conflito civil, mas também uma política deliberada para remover as pessoas de seus territórios, de modo que a terra possa ser tomada pelas elites ricas, corporações multinacionais e organizações criminosas, bem como para atacar a base de apoio civil para os guerrilheiros.

### Limpeza social
Os grupos paramilitares, muitas vezes com o apoio de comerciantes locais, militares colombianos e polícia local, participam de diversas operações de "limpeza social" contra pessoas desabrigadas, toxicodependentes, crianças órfãs e outras pessoas que consideram socialmente "indesejáveis". Somente em 1993, pelo menos 2.190 crianças de rua foram assassinadas, muitas das quais foram mortas por agentes estatais. Estima-se que 5 pessoas por dia foram vítimas de operações de limpeza social em 1995.